# ناحیه پچ‌واراد
ناحیهٔ پچ‌واراد (به مجاری:  Pécsvárad járás) یک ناحیه در مجارستان است که در بارانیا واقع شده‌است و ۲۴۶٫۴۴ کیلومتر مربع مساحت و ۱۱٬۹۳۱ نفر جمعیت دارد.